# Bersa Thunder 380
La Thunder 380 es una pistola semiautomática de calibre .380 ACP introducida al mercado a finales de los años noventa por la empresa argentina fabricante de armas Bersa S. A.

## Desarrollo
Precedida por la Bersa modelo 383 SA, la modelo 383 DA, la modelo 83 y las pistolas serie 95, la Thunder 380 es parte de la línea de productos Bersa que también incluye a la Thunder 22, la Thunder 22-6, la Thunder 32, la Thunder 380 super, la Thunder 9, la Mini Thunder 9, la Mini Thunder 40 y la Mini Thunder 45. Una pistola similar es vendida por el fabricante de armas Firestorm SGS de Nueva Jersey, la cual es ensamblada con piezas fabricadas por Bersa y publicitada como la "Firestorm 380". Una variante todavía más ligera de la Thunder 380 llamada CC (Concealed Carry; porte oculto, en inglés), ha sido introducida por Bersa en los Estados Unidos y actualmente está disponible en la Argentina.

## Mercado
La Thunder 380 es una pistola muy popular entre usuarios civiles. Su popularidad se debe a las leyes sobre tenencia y empleo de armas de varios países sudamericanos, donde la Thunder 380 es muy apreciada y el 9 mm Corto es frecuentemente el más potente cartucho permitido a los civiles. Sin embargo, algunas fuerzas armadas y agencias policiales han incluido a la Thunder 380 en sus arsenales, como la Fuerza Aérea del Ecuador.
La Thunder 380 tiene un cierto parecido con la Walther PPK, pero su precio es casi la mitad del precio de la pistola alemana.  

## Ventajas de diseño
La Thunder 380 tiene un ligero armazón de aleación de aluminio que reduce su peso y facilita su transporte, pero tiene suficiente masa para controlar su retroceso. Al tener un cañón fijo y ser accionada por retroceso, su precisión aumenta, lo cual es confirmado por la gran mayoría de usuarios de esta pistola. La alineación de la recámara con el primer cartucho del cargador le otorga un fiable ciclo de disparo y recarga. El armazón tiene un largo resalte sobre las cachas, que protege al pulgar del tirador de ser herido por el martillo o la corredera. Esta pistola tiene una amplia variedad de mecanismos de seguridad: un seguro manual en la corredera que bloquea el martillo, un desconector que evita el disparo si el cargador no está insertado, un gatillo de doble acción, percutor inercial e incluso un seguro de gatillo activado con llave (en algunos modelos). Algunos modelos también tienen un percutor con seguro automático. El modelo cc posee un cargador de 8 balas e indicador de bala en recámara.